# Українські геоморфологи
Українські геоморфологи — вітчизняні вчені, чиї наукові дослідження в різній мірі пов'язані з цариною геоморфології як науки. Своїми науковими здобутками українські геоморфологи вирішують суміжні теоретичні питання геоморфології, пов'язані насамперед з фізичною географією, а також практичні питання (інженерна геоморфологія).

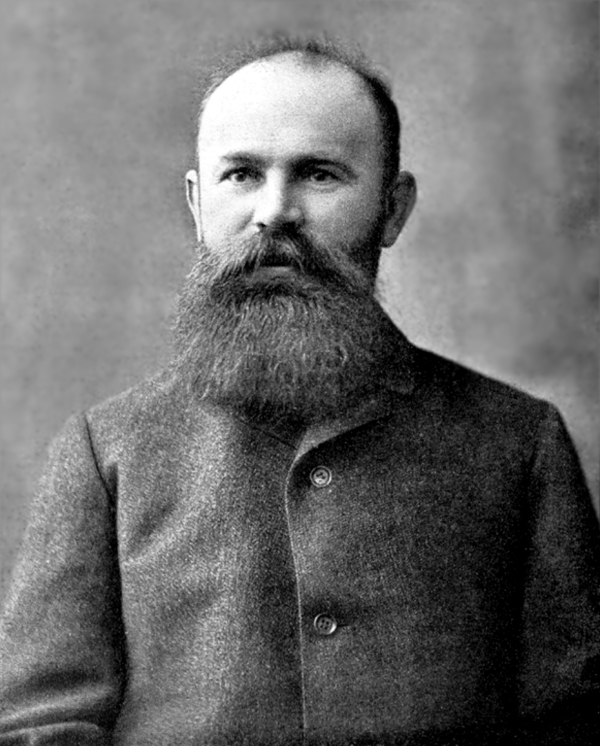
Андрусов Микола Іванович (1861–1924)

Різниченко Володимир Васильович (1870–1932)

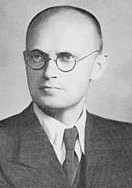
Кубійович Володимир Михайлович (1900–1985)

Геренчук Каленик Іванович (1904–1984)

Маринич Олександр Мефодійович

Становлення української геоморфологічної школи відбувалося впродовж тривалого часу і пов'язане з іменами відомих учених другої половини XIX — початку XX століть: В. Агафонова, М. Андрусова, П. Армашевського, М. П. Барбота де Марні, А. Гурова, І. Леваковського, В. Докучаєва, В. Ласкарева, С. Рудницького, М. Соколова, П. Тутковського, К. Феофілактова.
Формуванню певних знань про рельєф України й виробленню передових наукових концепцій сприяли роботи географів і геологів Київського, Львівського, Одеського та Харківського університетів, ґрунтознавчі експедиції В. Докучаєва, десятиверстова геологічна зйомка та експедиції для проведення осушування боліт. Пріоритетними на той час були дослідження льодовикового, долинно-ерозійного, еолового рельєфу, а також вивчення впливу геологічної будови на формування рельєфу.
У 1920—1930-х роках рельєф України досліджували у зв'язку із проведенням широкомасштабного геологічного розвідування та картографування ґрунтового покриву. Праці С. Рудницького, Ю. Полянського, П. Тутковського, В. Бондарчука, Р. Виржиківського, М. Дмитрієва (опубліковано першу працю узагальнювального характеру «Рельєф України» в 1936 році, в якій зроблено спробу дослідити геоморфологічне районування), Б. Личкова, Г. Мирчинка, В. Різниченка, Д. Соболєва, С. Соболева, В. Чирвінського, В. Крокоса, Б. Мефферта, В. Кубійовича та інших дали змогу створити цілісне уявлення про рельєф України та основні етапи його формування впродовж антропогенного періоду. У той час було створено перші схеми природно-географічного районування, опубліковано низку узагальнювальних праць, зокрема Д. Соболева «Ескіз геоморфології України» (1928), «Атлас України та суміжних країв» (1937) і «Ґеоґрафія українських і сумежних земель» (1938) за редакцією В. Кубійовича, в яких наведено характеристику рельєфу України і процесів його формування. Водночас відбувалося формування геоморфологічних шкіл у Києві, Харкові, Львові, напрями і тенденції геоморфологічних досліджень яких збереглися й понині.
У зв'язку з вирішенням численних господарських завдань проводилося дослідження природи України загалом та її рельєфу зокрема. Особлива увага приділялася вивченню річкових долин та історії розвитку рельєфу, що було дуже важливим для гідроенергетичного будівництва (Ф. Саваренський, Д. Назаренко, А. Ромоданова). Водночас активно дискутується питання походження канівських дислокацій (В. Різниченко, В. Бондарчук та ін.).
У повоєнні роки на розвиток української геоморфології вплинули праці Б. Личкова, В. Бондарчука, К. Геренчука і П. Цися щодо загальної й теоретичної геоморфології, вчення про тектоорогенію, концептуальних засад прикладної геоморфології. Значним внеском у формування української геоморфологічної школи стали праці П. Заморія, присвячені морфолітогенетичному напряму, запровадженому ще П. Тутковським. Петро Заморій у 1949 році очолив першу в Україні кафедру геоморфології у Київському університеті імені Тараса Шевченка. Рельєф західного регіону України досліджували К. Геренчук, П. Цись, а поліського — О. Маринич. Палеогеографічні дослідження проводив М. Веклич.
Починаючи з 1950-х років формуються основні напрями геоморфологічних досліджень в Україні. Значного розвитку набули:
- морфоструктурні та неотектонічні дослідження (К. Геренчук, І. Соколовський, П. Цись, О. Маринич, М. Веклич, І. Рослий, М. Волков, І. Гофштейн, С. Проходський, В. Палієнко, І. Черваньов та ін.);
- теорія і методологія геоморфології (В. Бондарчук, І. Соколовський, К. Геренчук, П. Цись, І. Рослий, В. Палієнко, І. Черваньов);
- палеогеоморфологія та палеогеографія (А. Ромоданова, П. Заморій, М. Веклич, В. Галицький, Н. Сіренко, О. Адаменко, М. Куниця, І. Рослий, П. Гожик, М. Волков, Ю. Кошик, І. Мельничук);
- дослідження ярусності рельєфу та циклічності геоморфогенезу (О. Маринич, І. Рослий, П. Цись, В. Палієнко, О. Адаменко);
- геоморфологічне картографування (І. Соколовський, Я. Кравчук, І. Рослий, І. Черваньов, В. Пономар, Ю. Грубрін, Е. Палієнко);
- вивчення сучасних геоморфологічних процесів (Л. Скварчевська, А. Оліферов, Шуйський Ю. Д., О. Клюкін, Б. Вахрушев, Я. Кравчук, Л. Зеленська, І. Ковальчук, В. Стецюк);
- регіональної геоморфології (П. Цись, О. Маринич, М. Кожуріна, В. Некос, Ю. Грубрін, Е. Палієнко, В. Чирка та ін.);
- закономірностей формування рельєфоутворювальних відкладів (Заморій П., М. Веклич, А. Ромоданова, П. Гожик, А. Богуцький, Ю. Кошик, В. Чирка).

Останнім часом геоморфологи України особливу увагу приділяють теоретичним проблемам розвитку рельєфу, зокрема:
- проблемам морфологічної структури та саморозвитку рельєфу (школа І. Черваньова),
- геоморфодинаміки (В. Дублянський, О. Клюкін, І. Ковальчук, А. Оліферов, Ю. Шуйський, Г. Рудько),
- моделювання рельєфоутворювальних процесів (Є. Єлисєєва),
- екологічної та антропогенної геоморфології, урбогеоморфології тощо.

Упродовж усього періоду становлення української геоморфології особливе місце посідали прикладні геоморфологічні дослідження:
- пошуки родовищ нафти й газу (П. Заморій, М. Веклич, М. Волков, В. Палієнко, І. Соколовський, І. Черваньов та ін.)
- вирішенням інженерно-геоморфологічних (Я. Кравчук, Р. Купраш, В. Палієнко, Ю. Швидкий, Е. Палієнко, Г. Рудько, І. Ковальчук, В. Стецюк та ін.)
- еколого-геоморфологічних завдань (О. Адаменко, І. Ковальчук, Г. Рудько, В. Стецюк та ін.).

Перспективними напрямами української геоморфології є:
- вдосконалення знань щодо рельєфу як однієї з основних складових ландшафту з властивими йому морфологічними, віковими, генетичними й динамічними особливостями, що визначають розподіл речовини та енергії у географічній оболонці;
- вивчення сучасних геоморфологічних процесів;
- пошук родовищ корисних копалин;
- вирішення інженерних, екологічних, природоохоронних та освітніх завдань.